# Барткова-Посадова
Барткова-Посадова (пол. Bartkowa-Posadowa) — село в Польщі, у гміні Городок-над-Дунайцем Новосондецького повіту Малопольського воєводства.
Населення — 1165 осіб (2011).
У 1975-1998 роках село належало до Новосондецького воєводства.

## Демографія
Демографічна структура станом на 31 березня 2011 року:
|          | Загалом | Допрацездатний вік | Працездатний вік | Постпрацездатний вік |
| -------- | ------- | ------------------ | ---------------- | -------------------- |
| Чоловіки | 590     | 143                | 398              | 49                   |
| Жінки    | 575     | 147                | 342              | 86                   |
| Разом    | 1165    | 290                | 740              | 135                  |